# Talampaya nationalpark
Talampaya nationalpark ligger i La Rioja provinsen i den nordvestlige del af Argentina.
Talampaya nationalpark blev grundlagt i 1975 og blev nationalpark i 1997. Sammen med den tilgrænsende Ischigualasto park blev den i 2000 optaget på UNESCOs Verdensarvsliste.
Nationalparken dækker et areal på 215 000 hektar og i både denne og i Ischigualastol er der fundet en mængde forskellige fossiler af både pattedyr og dinosauruser. 

## Eksterne links
- UNESCO World Heritage Centre - Ischigualasto / Talampaya Natural Parks
- UNEP World Conservation Monitoring Centre - Ischigualasto-Talampaya Arkiveret 2. februar 2002 hos  hos Archive.is

29°47′45″S 67°48′40″V / 29.79575°S 67.811194°V